# Montheries
Montheries település Franciaországban, Haute-Marne megyében. Lakosainak száma 71 fő (2022. január 1.). Montheries Lachapelle-en-Blaisy, Lavilleneuve-au-Roi, Maranville, Rennepont és Colombey les Deux Églises községekkel határos.

## Népesség
A település népességének változása:
| Lakosok száma | 80   | 76   | 73   | 71   | 60   | 59   | 65   | 68   | 67   | 71   |
|               | 1968 | 1982 | 1990 | 2006 | 2013 | 2015 | 2017 | 2019 | 2020 | 2022 |